# Coscinia coscinia
Coscinia coscinia là một loài bướm đêm thuộc phân họ Arctiinae, họ Erebidae.